# پتسی السنر
پتسی السنر (انگلیسی: Patsy Elsener; ۲۲ اکتبر ۱۹۲۹ – ۲۹ سپتامبر ۲۰۱۹) ورزشکار شیرجه اهل ایالات متحده آمریکا بود.
وی در مسابقات کشوری و بین‌المللی در مجموع برندهٔ ۱ مدال نقره، ۱ مدال برنز شده‌است.